# Zsigmondy
A Zsigmondy vagy Zsigmondi régi magyar családnév. Apanév, amely a Zsigmond személynév + az -i patronimikon-képzővel alakult ki.

## Híres Zsigmondy nevű személyek
Zsigmondi
- Zsigmondi Boris (1908–1978) szlovákiai magyar filmrendező, fotóművész

Zsigmondy
- Zsigmondy Adolf (Adolf Zsigmondy, 1816–1880) kórházi főorvos, Zsigmondy Emil, Károly, Ottó és Richárd apja
- Zsigmondy Béla (1848–1916) magyar gépészmérnök, hídépítő, a mélyfúrási technika szakértője
- Zsigmondy Emil (Emil Zsigmondy, 1861–1885) osztrák–magyar hegymászó, Zsigmondy Adolf fia
- Zsigmondy Jenő (1888–1930) magyar teniszező, golfjátékos, ügyvéd
- Zsigmondy Károly (Karl Ernst Zsigmondy, 1867–1925) osztrák–magyar matematikus, egyetemi tanár, Zsigmondy Adolf fia
- Zsigmondy László (er. Zsivánovits László, 1901–1992) honvédtiszt, m. kir. vezérkari ezredes
- Zsigmondy Ottó (Otto Zsigmondy, 1860–1917) osztrák–magyar fogorvos, hegymászó, Zsigmondy Adolf fia
- Zsigmondy Richárd (Richard Adolf Zsigmondy, 1865–1929) magyar származású osztrák-német vegyész, Nobel-díjas, Zsigmondy Adolf fia
- Zsigmondy Sámuel (Sigmondy, 1788–1833) evangélikus líceumi tanár, Zsigmondy Vilmos apja
- Zsigmondy Vilmos (1821–1888) magyar bányamérnök, a Magyar Tudományos Akadémia tagja, Zsigmondy Sámuel fia